# Alexandr Pokryškin
Alexandr Ivanovič Pokryškin (rusky Александр Иванович Покрышкин, 21. únorajul./ 6. března 1913greg. – 13. listopadu 1985) byl sovětský pilot a s 59 samostatnými a 6 skupinovými sestřely jeden z nejúspěšnějších spojeneckých stíhacích es druhé světové války. Byl prvním sovětským vojákem, jenž byl třikrát vyznamenán zlatou hvězdou Hrdiny Sovětského svazu, stal se maršálem sovětského letectva.
Během války propagoval výcvik a použití vylepšených leteckých bojových technik, zahrnujících vertikální manévry, které byly novější stíhací letouny schopny provádět. Mnoho času trávil studováním akrobacie pro bojové situace a podrobně analyzoval podstoupené letecké souboje.

## Život
Alexandr Ivanovič Pokryškin se narodil 6. března 1913 v Novonikolajevsku na střední Sibiři. V krasnodarském aeroklubu absolvoval pilotní výcvik na kluzácích a když v roce 1932 vstoupil jako dobrovolník do Rudé armády, byl vyslán na školu leteckých mechaniků v Permu. V letech 1934–38 působil jako letecký technik, během tohoto období navrhl několik vylepšení kulometu a řady dalších zbraní. V letech 1936-38 studoval v leteckém klubu Krasnodar jako pilot. Během své dovolené v zimě 1938 za pouhých 17 dní tajně absolvoval jednoroční civilní pilotní program. To mu pomohlo v listopadu 1938 získat doporučení ke studiu na Vojenské letecké škole (Качинское высшее военное авиационное училище лётчиков имени А. Ф. Мясникова), kterou s vyznamenáním absolvoval v listopadu 1939. Ještě týž rok byl vyřazen jako stíhací pilot a byl převelen k 55.IAP (Istrebitělnyj aviacionnyj polk – stíhací letecký pluk) v hodnosti nadporučíka (staršij lejtěnant). Pluk měl základnu u města Bălți a byl vyzbrojen letouny Polikarpov I-153, Polikarpov I-16 a MiG-3, na kterém Pokryškin létal. V roce 1940 se podílel na obsazování Besarábie. Již v první den útoku německých vojsk na Sovětský svaz, 22. června 1941 sestřelil svým MiG-3 svůj první letoun, ironií osudu se ale jednalo o lehký bombardér Su-2 ze sovětského 211. bombardovacího pluku, s jehož nasazením a siluetami nebyly stíhači v jeho pluku seznámeni. Pilot bombardéru přežil, navigátor byl zabit. Tento neúspěch ho neodradil, o den později během průzkumu letiště u města Jasy sestřelil německý stíhací letoun Messerschmitt Bf 109 a se svým poškozeným nestabilním letounem přistál na základně. Dne 24. června severně od Jasy sestřeluje další Bf 109, o dva dny později pak u Bălți Henschel Hs 126 a rumunský PZL P.24. Další dvě vítězství během jednoho dne si Pokryškin připisuje 27. června 1941 zničením Bf 109 a Ju 88. Dne 2. července v řadách 55. IAP se svým MiGem-3 likviduje další Bf 109. Dne 5. října, právě když dosáhl další sestřel Bf 109, byl jeho letoun zasažen a musel následně přistát ve stepi.
Na podzim 1941 Pokryškin, létající na MiG-3, vzlétl k průzkumnému letu za deště poté, co dva předchozí piloti havarovali při vzletu. Jeho úkolem bylo najít ve sněhové vánici a v mlze německé tanky von Kleista, který byl zastaven před Šachty, a pak postavení sovětských vojsk. Dlouhou dobu létal v přízemním letu, přes špatné počasí je nalezl a dokázal se bezpečně vrátit na základnu. Na základě jeho informací začala operace, jejímž výsledkem bylo dobytí Rostova. Za úspěšné dokončení této mise byl vyznamenán Leninovým řádem.
Když začala německá letní ofenzíva v roce 1942, část 16. gardového stíhacího leteckého pluku byla znovu vybavena stíhačem Jakovlev Jak-1, včetně Pokryškinovy eskadry. V tomto období Pokryškin létal jako doprovod Su-2 a Il-2.
V létě 1942 dostala 4. letecká armáda, ve které Pokryškin sloužil, první mobilní radarové stanice. Byly testovány při nasměrování a zachycení německých a rumunských letadel nad mořem a ukázaly se jako velmi úspěšné.
Na konci léta 1942 byl jeho pluk odvolán z frontových linií, aby byl přezbrojen na stíhací typ Lavočkin La-5, ale bylo rozhodnuto dodat místo nich stroje Bell P-39 Airacobra. V roce 1943 bojoval během bitvy o Kubáňský region, v oblasti východně od Krymského poloostrova a při sovětském útoku na samotný Krym, kde sovětské letecké pluky létaly proti tak renomovaným německým stíhacím jednotkám jako JG 52 a JG 3 "Udet".
Při většině soubojů Pokryškin, létající na typu Bell P-39K obvykle převzal nejtěžší roli a agresivně zaútočil na letícího německého velitele, protože po svých zkušenostech v letech 1941–42 dospěl k závěru, že sestřelení letového velitele nepřítele demoralizuje a často způsobí, že zbývající letadla bez velitele přeruší útočný let a snaží se vrátit na základnu.
Do dubna 1943 provedl 354 bojových letů, při nichž podstoupil 54 soubojů a sestřelil 13 letadel samostatně a 6 ve skupině. Poté byl povýšen na hodnost gardového kapitána a jmenován velitelem letky a později v prosinci 1943 velitelem celého 16. gardového stíhacího pluku (16. GIAP). 24. května pak obdržel svou první zlatou hvězdu a titul Hrdiny Sovětského svazu. Přesně o tři měsíce později (24. srpna 1943) byl povýšen na gardového majora a získal druhou zlatou hvězdu Hrdiny Sovětského svazu (455 bojových letů, 30 sestřelů). V červenci 1944 byl pověřen velením 9. gardové stíhací letecké divize, ale již od srpna, kdy obdržel třetí titul Hrdiny Sovětského svazu, se nesměl účastnit bojových akcí. Svou stíhací kariéru ukončil v hodnosti gardového majora, v 560 bojových letech sám sestřelil 59 letadel a byl druhým nejúspěšnějším sovětským stíhačem po Ivanu N. Kožedubovi (62 sestřelů), který ho překonal v dubnu 1945.
Po válce byl vyslán na studia na Vojenskou akademii Michaila Vasiljeviče Frunze a po jejím úspěšném ukončení v roce 1948 se stal velitelem stíhací letecké divize protivzdušné obrany v Moskvě. V padesátých letech působil jako velitel stíhacího leteckého sboru v Bělorusku a absolvoval Vojenskou akademii generálního štábu (1957). V letech 1968–1971 zastával funkci velitele stíhacího letectva Vojska protivzdušné obrany státu. Od roku 1972 působil jako předseda sovětské paramilitární organizace DOSAAF a v prosinci téhož roku byl povýšen na maršála letectva. V roce 1982 přešel do Skupiny generálních inspektorů. Zemřel 13. listopadu 1985 a je pochován na Novoděvičském hřbitově v Moskvě.

## Publikace
- ПОКРЫШКИН, Александр Иванович. Крылья истребителя. Москва: Воениздат, 1948. 140 s. Dostupné online. (rusky)
  - POKRYŠKIN, Alexandr Ivanovič. Stíhač. Překlad Miloš Miler. 3. vyd. Praha: Naše vojsko, 1953. 145 s.
- ПОКРЫШКИН, Александр Иванович. Небо войны. Москва: Воениздат, 1980. Dostupné online. (rusky)

- ПОКРЫШКИН, Александр Иванович. Познать себя в бою. Москва: ДОСААФ, 1986. Dostupné online. (rusky)
  - POKRYŠKIN, Alexandr Ivanovič. Křídla v boji. Překlad Jozef Pavlík; ilustrace Petr Pačes; obálka, vazba a graf. úprava Oldřich Pošmurný. 1. vyd. Praha: Naše vojsko, 1990. 441 s.